# Waikoloa Village
Waikoloa Village es un lugar designado por el censo ubicado en el condado de Hawái en el estado estadounidense de Hawái. En el año 2000 tenía una población de 4.806 habitantes y una densidad poblacional de 96,9 personas por km².

## Geografía
Waikoloa Village se encuentra ubicado en las coordenadas 19°56′29″N 155°47′34″O / 19.94139, -155.79278.

## Demografía
Según la Oficina del Censo en 2000 los ingresos medios por hogar en la localidad eran de $50.040, y los ingresos medios por familia eran $55.222. Los hombres tenían unos ingresos medios de $36.134 frente a los $30.881 para las mujeres. La renta per cápita para la localidad era de $21.328. Alrededor del 10,4% de la población estaba por debajo del umbral de pobreza.